# Clavus pulchella
Clavus pulchella is een slakkensoort uit de familie van de Drilliidae. De wetenschappelijke naam van de soort is voor het eerst geldig gepubliceerd in 1845 door Reeve.